# 2011年2月逝世人物列表
2011年逝世人物列表：1月 - 2月 - 3月 - 4月 - 5月 - 6月 - 7月 - 8月 - 9月 - 10月 - 11月 - 12月
2011年2月逝世人物列表，是用于汇总2011年2月期间逝世人物的列表。

## 依日期排序

### 1日
- 恩斯特·巴迪安（Ernst Badian），85歲，奧地利古典學者和歷史教授（哈佛大學），跌倒併發症。[1]
- 倫諾克斯·菲夫（Lennox Fyfe），費爾菲爾德男爵，69歲，英國政治家。[2]
- 丹尼爾·福米卡（Daniele Formica），61歲，愛爾蘭出生的義大利演員，戲劇導演和劇作家，胰腺癌。[3]
- 道格拉斯·黑格（Douglas Haig），90歲，美國童星。[4]
- 斯坦尼斯瓦夫·米哈爾斯基，78歲，波蘭演員。[5]
- 德里克·羅克利夫（Derek Rawcliffe），89歲，英國聖公會主教，格拉斯哥和加洛韋主教（1981-1991）。[6]
- Knut Risan，80歲，挪威演員。[7]
- Husik Santurjan，91歲，土耳其出生的亞美尼亞亞美尼亞使徒教會大主教。[8]
- 萊斯·斯塔布斯，81歲，英國足球運動員。[9]

### 2日
- 傑夫·安斯沃思（Geoff Ainsworth），64歲，澳大利亞足球運動員，癌症。[10]
- 愛德華·艾米（Edward Amy），92歲，加拿大準將。[11]
- 伊恩·安德森（Ian Anderson），57歲，英國政治家，腦瘤。[12]
- 達雷爾·巴爾多克，72歲，澳大利亞足球運動員和教練，塔斯馬尼亞州眾議院議員（1972-1987）和部長（1975-1982），中風。[13]
- 哈裡特·鮑爾（Harriett Ball），64歲，美國教育家，心臟病發作。[14]
- Armando Chin Yong，53歲，馬來西亞歌劇演唱家，心臟病。[15]
- 吉米·費爾（Jimmy Fell），75歲，英國足球運動員（格裡姆斯比鎮）。[16]
- 比爾·福斯特（Bill Foster），78歲，美國電視導演（本森，《浪漫滿屋》，阿爾·卡彭金庫之謎），癌症。[17]
- Defne Joy Foster，31歲，土耳其女演員、主持人和VJ。[18]
- 阿瓦爾·古爾（Awal Gul），48歲，阿富汗人，關塔那摩灣拘留營，心臟病發作。[19]
- 道格拉斯·海德（Douglas M. Head），80歲，美國政治家，明尼蘇達州總檢察長（1967-1971）。[20]
- 羅德尼·希爾（Rodney Hill），89歲，英國數學家。[21]
- 克拉克·赫林斯，88歲，美國現實主義畫家和物理學家。[22]
- 瑪格麗特·約翰（Margaret John），84歲，英國女演員（《High Hopes》《Gavin&Stacey》《Game of Thrones》），肝癌。[注23]
- 杜爾加·穆克吉（Durga Mukherjee），77歲，印度板球運動員。[24]
- 埃裡克·尼科爾，91歲，加拿大作家。[25]
- 勒內·維登（René Verdon），86歲，法國出生的美國白宮行政總廚，患有白血病。[26]

### 3日
- 阿吉布·艾哈邁德，63歲，馬來西亞政治家，柔佛州首席部長（1982-1986）。[注27]
- 愛德華·格利桑特（Édouard Glissant），82歲，馬提尼加詩人和作家。[28]
- LeRoy Grannis，93歲，美國衝浪攝影師。[29]
- 托尼·萊文（Tony Levin），71歲，英國爵士鼓手。[注30]
- 羅恩·皮切（Ron Piché），75歲，加拿大棒球運動員（亞特蘭大勇士隊，聖路易斯紅雀隊），癌症。[31]
- 瑪麗亞·施奈德（Maria Schneider），58歲，法國女演員（《巴黎最後的探戈》），癌症。[注32]
- 塔季揚娜·什米加（Tatyana Shmyga），82歲，俄羅斯輕歌劇歌手和電影女演員（輕騎兵歌謠），蘇聯人民藝術家，血管疾病。[33]
- Machan Varghese，50歲，印度馬拉雅拉姆語電影演員，癌症。[34]
- 尼爾·楊（Neil Young），66歲，英國足球運動員（曼城），癌症。[注35]
- 羅伯特·楊（Robert Young），95歲，美國奧運會銀牌得主（1936年）運動員。[36]

### 4日
- 盧貝恩，68歲，加拿大足球運動員。[注37]
- 馬夏爾·塞萊斯廷，97歲，海地律師和外交官，總理（1988年）。[注38]
- 伍迪·弗萊曼（Woodie Fryman），70歲，美國棒球運動員（底特律老虎隊，蒙特利爾世博會）。[注39]
- 邁克爾·哈貝克（Michael Habeck），66歲，德國演員，在短暫生病後。[40]
- 奧爾加·洛佩斯-西爾夫人，92歲，圭亞那出生的巴巴多斯廣播員和歌手。[41]
- 艾哈邁德·穆罕默德·馬哈茂德（Ahmed Mohamed Mahmoud），37歲，埃及記者，被槍殺。[42]
- 莉娜·尼曼（Lena Nyman），66歲，瑞典女演員（《我很好奇（黃色）》、《我很好奇（藍色）》、《秋天奏鳴曲》）、癌症。[43]
- 瓦西裡·帕拉希夫（Vasile Paraschiv），82歲，羅馬尼亞政治活動家和持不同政見者。[44]
- 圖拉·薩塔納（Tura Satana），72歲，美國女演員（Faster，Pussycat！殺！Kill！）、心力衰竭。[注45]
- 厄爾·歐文·韋斯特（Earl Irvin West），90歲，美國教會歷史學家。[46]
- 李·溫菲爾德，64歲，美國籃球運動員（西雅圖超音速隊，布法羅勇士隊），結腸癌。[47]

### 5日
- Fanizani Akuda，78歲，辛巴威雕塑家。[48]
- 奧瑪律·阿米拉雷（Omar Amiralay），66歲，敘利亞電影製片人，心臟病發作。[49]
- Eugeniusz Czajka，83歲，波蘭奧林匹克曲棍球運動員。[50]
- 露絲·芬克（Ruth H. Funk），93歲，美國LDS教會青年領袖（耶穌基督後期聖徒教會）。[51]
- 約翰·保羅·蓋蒂三世，54歲，美國繼承人和綁架受害者，J·保羅·蓋蒂的孫子，巴爾薩扎·蓋蒂的父親，長期患病。[52]
- 米里亞姆·漢森（Miriam Hansen），61歲，美國電影學者和教授（芝加哥大學），癌症。[53]
- 布萊恩·雅克（Brian Jacques），71歲，英國奇幻作家（Redwall），心臟病發作。[54]
- 阿傑·馬賽德，43歲，印尼演員，23歲以下國家足球隊經理和政治家，心臟病發作。[55]
- 永田博子，65歲，日本激進分子和殺人犯，聯合紅軍副主席。[56]
- 唐納德·彼得曼，79歲，美國電影攝影師（《閃舞》、《黑衣人》、《繭》），骨髓增生異常綜合征併發症。[57]
- Pertti Purhonen，68歲，芬蘭奧運會銅牌得主（1964年），拳擊手，阿爾茨海默病。[注58]
- 小馬丁·奎格利（Martin Quigley， Jr.），93歲，美國出版商、間諜和作家。[59]
- 佩吉·雷亞（Peggy Rea），89歲，美國性格女演員（《火下的格蕾絲》、《哈扎德公爵》、《一步一步》、《沃爾頓一家》），心力衰竭。[60]
- 查理斯·西爾伯曼（Charles E. Silberman），86歲，美國記者和作家（刑事暴力，刑事司法），心臟病發作。[61]
- 帕維爾·馮德魯什卡（Pavel Vondruška），85歲，捷克指揮家和演員，意外墜落。[62]
- Albert Yator，17歲，肯亞長跑運動員，世界青年障礙賽獎牌得主，支氣管肺炎。[63]

### 6日
- 安德列·切迪德，90歲，埃及出生的法國詩人和小說家。[64]
- 伊莎貝爾·科里（Isabelle Corey），71歲，法國電影女演員，癌症。[65][66]
- 比利·加利爾（Billy Gallier），78歲，英國足球運動員（塔姆沃思）和經理。[67]
- 約瑟法·伊洛伊洛，90歲，斐濟政治家，總統（2000-2006;2007-2009）。[68]
- 加里·摩爾（Gary Moore），58歲，愛爾蘭搖滾吉他手和歌手（Thin Lizzy），心臟病發作。[69]
- 威廉·莫賴斯（William Morais），19歲，巴西足球運動員（América-MG），射門。[70]
- 約翰·尼斯比，74歲，美式足球運動員（匹茲堡鋼人隊，華盛頓紅皮隊），肺炎。[71]
- 肯·奧爾森（Ken Olsen），84歲，美國工程師，數字設備公司（Digital Equipment Corporation）聯合創始人。[72]
- 奧雷爾·史密斯（Aurel Smith），95歲，澳大利亞政治家，維多利亞州立法議會議員。[73]
- 詹姆斯·沃森（James Watson），59歲，英國小號手，心臟病發作。[74]

### 7日
- 瑪麗亞·阿爾特曼（Maria Altmann），94歲，奧地利出生的美國藝術女繼承人，長期患病。[75]
- 傑瑞·艾姆斯（Jerry Ames），80歲，美國踢踏舞演員和編舞。[76]
- 彼得·費特裡斯，58歲，荷蘭足球運動員。[77]
- 海森·哈卡尼，78歲，阿爾巴尼亞編劇和導演，執導了第一部阿爾巴尼亞短片。[78]
- 鮑比·昆茨（Bobby Kuntz），79歲，美國CFL球員（多倫多Argonauts，漢密爾頓虎貓），帕金森病。[79]
- 埃裡克·帕森斯，87歲，英國足球運動員。[80]
- 拉爾夫·波蘭德（Ralph Pöhland），64歲，德國奧運滑雪運動員。[81]
- 弗蘭克·羅伯茨（Frank Roberts），65歲，澳大利亞拳擊手，第一位澳大利亞原住民奧運選手（1964年），心臟病發作。[82]

### 8日
- 尼克·阿倫德爾（Nick Arundel），83歲，美國記者和出版商，肺衰竭。[83]
- 羅扎·巴格拉諾娃，89歲，哈薩克歌手，蘇聯人民藝術家。[84]
- 路易士·布埃諾（Luiz Bueno），74歲，巴西賽車手，癌症。[85]
- 伊萊恩·克勞利（Elaine Crowley），83歲，愛爾蘭作家。[86]
- Cliff Dapper，91歲，美國棒球運動員（布魯克林道奇隊）。[87]
- Bradley C. Livezey，56歲，美國鳥類學家，車禍。[88]
- 托尼·馬利諾斯基，101歲，美國棒球運動員（布魯克林道奇隊）。[89]
- Marie-Rose Morel，38歲，比利時政治家，癌症。[90]
- Jorma Ojaharju，72歲，芬蘭作家。[91]
- 查理斯·佩里（Charles O. Perry），81歲，美國雕塑家，胃癌。[92]
- 安傑洛·雷耶斯（Angelo Reyes），65歲，菲律賓將軍和政治家，槍殺自殺。[93]
- 切薩雷·魯比尼，87歲，義大利籃球運動員和教練，水球運動員。[94]
- 唐納德·桑福德（Donald S. Sanford），92歲，美國電影和電視作家（Midway）。[95]
- 馬文·西斯（Marvin Sease），64歲，美國藍調歌手，肺炎。[96]
- Ferbent Shehu，78歲，阿爾巴尼亞舞蹈家和編舞家，心臟病發作。[97]
- Eugenio Toussaint，56歲，墨西哥作曲家和爵士音樂家，心臟病發作。[98]

### 9日
- 奧爾加·德·安古洛（Olga de Angulo），55歲，哥倫比亞奧運游泳運動員。[99]
- 米爾蒂亞迪斯·埃弗特，71歲，希臘政治家和部長，雅典市長（1987-1989）和新民主黨總統（1993-1997）。[100]
- Leroy R. Hassell， Sr.，55歲，美國法學家，佛吉尼亞州最高法院大法官（自1989年起）和首席大法官（2003-2011年）。[101]
- 大衛·桑切斯·朱利奧，65歲，哥倫比亞作家。[102]
- 吉米·萊米·米拉（Jimmy Lemi Milla），62歲，蘇丹南部政治家，被槍殺。[103]
- 艾麗西亞·皮耶特裡，87歲，委內瑞拉第一夫人（1969-1974;1994-1999），總統拉斐爾·卡爾德拉的遺孀。[104]
- 羅納德·沃克（Ronald Walker），85歲，澳大利亞板球運動員。[105]

### 10日
- 特雷弗·貝利（Trevor Bailey），87歲，英國板球運動員和BBC電臺廣播員（測試賽特別節目），房屋火災。[106]
- 埃默里·貝拉德（Emory Bellard），83歲，美國大學橄欖球教練（德克薩斯農工大學，密西西比州立大學），叉骨進攻，肌萎縮側索硬化症的創造者。[107]
- 道格·大衛斯（Doug Davis），66歲，美式足球運動員（明尼蘇達維京人）。[108]
- 克勞斯·赫爾穆特·德雷澤（Claus Helmut Drese），88歲，德國劇院和歌劇管理員。[109]
- 薩阿德·沙茲利（Saad el-Shazly），88歲，埃及軍事領導人。[110]
- 邁克爾·哈斯戈爾（Michael Harsgor），86歲，以色列歷史學家。[111]
- 比爾·賈斯蒂斯，97歲，美國動畫師（《彼得潘》、《小鹿斑比》、《愛麗絲夢遊仙境》）。[112]
- 布蘭奇·霍內格·莫伊斯（Blanche Honegger Moyse），101歲，美國指揮。[113]
- 奧列格·拉夫倫季耶夫，84歲，俄羅斯核物理學家。[114]
- 喬恩·彼得羅維奇（Jon Petrovich），63歲，美國記者，美國有線電視新聞網（CNN）高管，癌症。[115]
- 山姆·普朗克（Sam Plank），62歲，英國廣播電臺員，癌症。[116]
- 弗雷德·斯佩克，63歲，加拿大冰球運動員（底特律紅翼隊）。[117]
- 琳恩·沃克（Lynne Walker），54歲，英國音樂和戲劇評論家，癌症。[118]
- 約瑟夫·日欽斯基（Józef Życiński），62歲，波蘭羅馬天主教主教，盧布林大主教（自1997年起），心肌梗塞。[119]

### 11日
- 努比亞·巴拉奧納（Nubia Barahona），10歲，美國虐待兒童受害者，遭到毆打。[120]
- 雷納爾多·德·巴羅斯（Reynaldo de Barros），79歲，巴西政治家，聖保羅市長（1979-1982）。[121]
- 壞消息布朗，33歲，加拿大說唱歌手和口琴演奏家，被毆打和槍擊。[122]
- 亞瑟·布萊恩爵士，87歲，英國商人。[123]
- 湯姆·卡內基，91歲，美國體育播音員（印第安那波利斯賽車場）。[124]
- 博·卡佩蘭，84歲，芬蘭詩人和作家。[125]
- 約翰·克萊，86歲，英國板球運動員。[126]
- 史蒂夫·達克里，58歲，美國魔術師，癌症。[127]
- 喬·格林希爾（Joe R. Greenhill），96歲，美國律師，德克薩斯州最高法院首席大法官（1972-1982）。[128]
- 羅伊·古索（Roy Gussow），92歲，美國雕塑家（Infinity），心臟病發作。[129]
- 格裡·赫斯，77歲，美式足球運動員（紐約巨人隊、費城老鷹隊、明尼蘇達維京人隊）。[130]
- 克利斯蒂安·蘭伯特森（Christian J. Lambertsen），93歲，美國潛水工程師，第一個水肺潛水裝置的發明者，腎功能衰竭。[131]
- 小厄爾·莫裡斯（Earle Morris， Jr.），82歲，美國政治家，南卡羅來納州副州長（1971-1975）。[132]
- 約瑟夫·皮隆（Josef Pirrung），61歲，德國足球運動員，癌症。[133]
- 查克·坦納（Chuck Tanner），82歲，美國棒球經理（芝加哥白襪隊，匹茲堡海盜隊）和球員（洛杉磯道奇隊），長期患病。[134]

### 12日
- 彼得·亞歷山大（Peter Alexander），84歲，奧地利演員和歌手。[135]
- 老凱文·巴里（Kevin Barry），74歲，紐西蘭拳擊教練，長期患病。[136]
- 吉諾·西莫利，81歲，美國棒球運動員（布魯克林道奇隊、匹茲堡海盜隊），心臟和腎臟併發症。[137]
- 馬托·達米亞諾維奇，83歲，克羅埃西亞國際象棋特級大師。[138]
- 哈爾·迪恩，89歲，美式足球運動員（洛杉磯公羊隊）。[139]
- 埃內斯托·德·帕斯卡爾，52歲，義大利音樂推廣人、製作人和評論家。[140]
- Mark C. Ebersole，89歲，美國教育家。[141]
- 詹姆斯·埃利奧特（James Elliott），82歲，英國出生的澳大利亞演員（第96位），路易體失智症。[142]
- 貝蒂·加勒特（Betty Garrett），91歲，美國女演員，歌手和舞者（On the Town，All in the Family，Laverne&Shirley），主動脈瘤。[143]
- 費多爾·登·赫爾托格（Fedor den Hertog），64歲，荷蘭自行車運動員和奧運獎牌得主，前列腺癌。[144]
- 安傑伊·克沃波托夫斯基（Andrzej Kłopotowski），75歲，波蘭奧運游泳運動員。[145]
- 康斯坦丁諾斯·科斯莫普洛斯，83歲，希臘政治家，塞薩洛尼基市長（1989-1999）。[146]
- 肯尼斯·瑪律斯，75歲，美國演員（《年輕的弗蘭肯斯坦》、《製片人》、《小美人魚》），胰腺癌。[147]
- 約翰·孟蓀，第11代孟蓀男爵，78歲，英國貴族和政治家，跌倒后頭部受傷。[148]
- Kyllikki Naukkarinen，85歲，芬蘭奧運會跨欄運動員[149]
- 薩利赫·阿卜杜勒·阿齊茲·拉吉（Saleh Abdul Aziz Al Rajhi），90歲，沙烏地阿拉伯商人，Al-Rajhi銀行創始人，心臟病發作。[150]
- 布裡奇特·羅林斯（Bridgett Rollins），54歲，美國模特（花花公子），癌症。[151]
- 93歲的喬安妮·西格爾（Joanne Siegel）是超人共同創作者傑里·西格爾（Jerry Siegel）的美國寡婦，她報導了露易絲·萊恩（Lois Lane）角色的模特。[152]
- Vipindas，72歲，印度電影攝影師和導演，短期疾病。[153]
- 弗蘭克·惠頓（Frank Whitten），68歲，紐西蘭演員（《離譜的財富》），癌症。[154]

### 13日
- 阿芬·伯格曼（Arnfinn Bergmann），82歲，挪威跳臺滑雪運動員和奧運會冠軍，在短暫生病後。[155]
- 布斯塔尼爾·阿裡芬，85歲，印尼政治家。[156]
- 曼努埃爾·埃斯佩隆（Manuel Esperón），99歲，墨西哥作曲家和演員。[157]
- 路易士·格裡修斯（Louis Grisius），74歲，盧森堡奧運會自行車運動員。[158]
- 奧克利·霍爾三世，60歲，美國劇作家，心臟病發作。[159]
- 多娜·哈迪（Dona Hardy），98歲，美國女演員（《杜魯門秀》《當哈利遇見莎莉...》《超級壞蛋》）。[160]
- Inese Jaunzeme，78歲，拉脫維亞標槍運動員和奧運會金牌得主（1956年墨爾本）。[161]
- Nobutoshi Kihara，84歲，索尼日本電子工程師。[162]
- 保羅·馬庫斯（Paul Marcus），56歲，英國電視製片人，癌症。[163]
- TP McKenna，81歲，愛爾蘭演員（《復讎者聯盟》《神秘博士》）。[164]
- 布萊恩·肖（Brian Shaw），79/80，英國橄欖球聯盟球員。[165]
- 石亞峰，91歲，中國地質學家。[166]

### 14日
- 肖恩·博魯（Sean Boru），57歲，愛爾蘭演員和作家。[167]
- 保羅·布裡格斯，90歲，美式足球運動員（底特律雄獅隊）。[168]
- 湯米·伯恩斯（Tommy Burns），88歲，澳大利亞拳擊手。[169]
- 大衛·弗裡德曼（David F. Friedman），87歲，美國電影製片人（《血色盛宴》），心力衰竭。[170]
- 塞西爾·凱澤（Cecil Kaiser），94歲，美國黑人聯盟棒球運動員，因跌倒受傷。[171]
- 凱薩琳·克拉克·克羅格（Catherine Clark Kroeger），85歲，美國作家，教授和新約學者，肺炎。[172][173]
- 阿裡·阿卜杜勒哈迪·穆沙伊馬（Ali Abdulhadi Mushaima），21歲，巴林抗議者，槍擊。[174]
- 彼得·皮爾金頓（Peter Pilkington），奧克森福德男爵（Baron Pilkington of Oxenford），77歲，英國學術界和生活夥伴，BCC主席（1992-1996）。[175]
- 喬治·希林爵士，91歲，英國出生的美國爵士鋼琴家（《鳥地搖籃曲》），心力衰竭。[176]
- 約翰·施特勞斯，90歲，美國影視作曲家（《54號車》《你在哪裡？》），帕金森病。[177]

### 15日
- 莉莉安·阿特蘭（Liliane Atlan），79歲，法國猶太作家，癌症。[178]
- 裘蒂思·賓尼夫人，70歲，紐西蘭歷史學家和作家。[179]
- 查理斯·愛潑斯坦（Charles Epstein），77歲，美國遺傳學家，胰腺癌Unabomber受害者。[180]
- 喬·弗雷澤（Joe Frazier），88歲，美國棒球運動員（聖路易斯紅雀隊）和經理（紐約大都會隊）。[181]
- 多利安·格雷（Dorian Gray），83歲，義大利女演員，槍擊自殺。[182]
- 西德尼·哈斯（Sidney Harth），85歲，美國小提琴家和指揮家，呼吸系統併發症。[183]
- 奧拉維·曼尼寧（Olavi Manninen），82歲，芬蘭奧運選手。[184]
- 喬治·馬薩利亞，87歲，美國數學家和計算機科學家。開發了頑固的測試，心臟病發作。[185]
- Fadhel Al-Matrook，31歲，巴林抗議者，槍聲。[174]
- 弗朗索瓦·努里西耶（François Nourissier），83歲，法國記者和作家，帕金森病併發症。[186]
- 弗蘭克·尼揚維索（Frank Nyangweso），71歲，烏干達奧運拳擊手。[187]
- 西里爾·斯坦（Cyril Stein），82歲，英國商人。[188]

### 16日
- 漢斯·約阿希姆·阿爾珀斯（Hans Joachim Alpers），67歲，德國作家，科幻小說和奇幻小說編輯。[189]
- 尼爾·阿蒙森（Neal Amundson），95歲，美國化學工程師。[190]
- 威廉·巴布利奇，69歲，美國政治家，威斯康星州參議員（1983-2003）和威斯康星州最高法院大法官（1983-2002）。[191]
- 阿爾弗雷德·伯克（Alfred Burke），92歲，英國演員（《公眾眼》《門口的敵人》），胸部感染。[192]
- 傑克·卡爾菲（Jack Calfee），69歲，美國經濟學家和作家，心臟病發作。[193]
- 托尼·范埃德，86歲，荷蘭足球運動員（鹿特丹斯巴達）。[194]
- Len Lesser，88歲，美國演員（《宋飛正傳》《人人都愛雷蒙德》《凱利的英雄》），癌症相關肺炎。[195]
- 賈斯蒂納斯·瑪律欽克維丘斯（Justinas Marcinkevičius），80歲，立陶宛詩人和劇作家。[196]
- Santi Santamaria，53歲，西班牙廚師，心臟病發作。[197]
- 大衛·夏皮羅，58歲，美國爵士音樂家，動脈粥樣硬化性心血管疾病。[198]
- 塗吉達，83歲，中國飛機設計師（南昌CJ-6、瀋陽J-5A、成都JJ-5、成都J-7）。[199]

### 17日
- 希拉爾·艾哈邁迪（Hilal Al-Ahmadi），56-57歲，伊拉克記者，被槍殺。[200]
- 約翰·斯坦利·比爾德（John Stanley Beard），95歲，英國出生的澳大利亞林務員和生態學家。[201]
- 瑞奇·貝爾，36歲，美式橄欖球運動員（芝加哥熊隊、傑克遜維爾美洲虎隊、溫尼伯藍色轟炸機隊）。[202]
- 喬治·克拉克，89歲，英國足球運動員（伊普斯維奇鎮）。[203]
- 戴夫·杜爾森（Dave Duerson），50歲，美式橄欖球運動員（芝加哥熊隊，鳳凰城紅雀隊，紐約巨人隊），槍殺自殺。[204]
- 弗朗西斯·安東尼·戈麥斯（Francis Anthony Gomes），79歲，孟加拉國羅馬天主教主教，邁門辛主教（1987-2006）。[205]
- 羅恩·希克曼（Ron Hickman），78歲，南非出生的英國發明家（Black & Decker工作夥伴，Lotus Elan）。[206]
- 史蒂夫·霍恩（Steve Horn），79歲，美國政治家，美國加利福尼亞州眾議員（1993-2003），阿爾茨海默病併發症。[207]
- 奧古斯丁胡大國，88歲，中國天主教貴陽地下主教。[208]
- 喬治·路易斯，93歲，特立尼達和多巴哥奧運會田徑運動員。[209]
- 詹姆斯·麥克盧爾，59歲，美國劇作家。[210]
- 蜜雪兒·蒙克豪斯（Michelle Monkhouse），19歲，加拿大時裝模特，車禍。[211]
- 比爾·門羅，90歲，美國記者，與媒體見面（1975-1984）的主持人，高血壓併發症。[212]
- 佩里·摩爾，39歲，美國作家（《英雄》）和電影製片人（《納尼亞傳奇》），明顯吸毒過量。[213]
- 薇薇安·諾克斯（Vivien Noakes），74歲，英國文學評論家，癌症。[214]
- 古斯塔夫·奧隆貝·阿特倫布·穆西拉穆（Gustave Olombe Atelumbu Musilamu），83歲，剛果羅馬天主教主教，萬巴主教（1968-1990）。[215]

### 18日
- 保羅·德·塔爾索·阿爾維姆，91-92歲，巴西生物學家。[216]
- 凱爾·切爾寧（Cayle Chernin），63歲，加拿大女演員（《Goin' Down the Road》），癌症。[217]
- 克洛伊·祖比洛（Chloe Dzubilo），50歲，美國藝術家、音樂家和活動家。[218]
- 約翰·法爾科內（John M. Falcone），44歲，美國員警，紐約州波基普西，被槍殺。[219]
- Len Gilmore，93歲，美國棒球運動員（匹茲堡海盜隊）。[220]
- 斯波克·雅各斯，85歲，美國棒球運動員（費城田徑隊/堪薩斯城田徑隊，匹茲堡海盜隊）。[221]
- 凱薩琳·喬丹（Catherine Jourdan），62歲，法國女演員，肺栓塞。[222]
- 巴迪·路易斯（Buddy Lewis），94歲，美國棒球運動員（華盛頓參議員），癌症。[223]
- 阿卜杜勒·林德，27歲，巴基斯坦記者，被槍殺。[224]
- 沃爾特·塞爾策（Walter Seltzer），96歲，美國電影製片人（《索倫特·格林》、《歐米茄人》、《最後的硬漢》）。[225]
- 馬歇爾·斯托納姆（Marshall Stoneham），70歲，英國物理學家，手術併發症。[226]
- 鮑勃·塔納（Bob Tanna），約96歲，印度業餘無線電操作員。[227]
- Tykhon Zhylyakov，42歲，克列緬丘克和盧布尼的烏克蘭東正教主教（自2009年起）。[228]

### 19日
- 蘇雷什·巴布（Suresh Babu），58歲，印度奧運運動員，肝硬化。[229]
- 弗洛琳達·奇科（Florinda Chico），84歲，西班牙女演員，呼吸系統疾病。[230]
- 諾曼·科納，68歲，英國足球運動員。[231]
- 唐納德·考克斯（Donald L. Cox），74歲，美國黑豹黨領袖。[232]
- 奧利·馬特森，80歲，美國名人堂足球運動員（聖路易斯公羊隊，費城老鷹隊），失智併發症。[233]
- 安森·雷尼（Anson Rainey），81歲，美國學者和胰腺癌作家。[234]
- Ernő Solymosi，70歲，匈牙利奧運會銅牌得主（1960年）足球運動員。[235]
- 迪特裡希·斯托布（Dietrich Stobbe），72歲，德國政治家，西柏林市長（1977-1981）。[236]
- 大衛·湯普森（David R. Thompson），80歲，美國聯邦法官。[237]
- 馬克斯·威爾克，90歲，美國劇作家、編劇和作家。[238]
- 理查·威廉姆斯（Richard L. Williams），87歲，美國法學家，弗吉尼亞州東區高級地區法官（1980-2011）。[239]
- 袁雪芬，88歲，中國越劇演員。[240]

### 20日
- 特德·貝茨，84歲，美國政治家。[241]
- 德魯·鮑爾（Drew Baur），66歲，美國銀行家，聖路易斯紅雀隊的共同所有人，心臟病發作。[242]
- 埃迪·勃蘭特（Eddie Brandt），90歲，美國作曲家和詞曲作者。[243]
- 拉斐爾·布雷頓（Raphaël Bretton），91歲，法國佈景師（《你好，多莉！》、《高聳的地獄》、《波塞冬歷險記》），奧斯卡獎得主（1970年）。[244]
- 芭芭拉·哈默（Barbara Harmer），57歲，英國飛行員，第一位女性協和式飛機飛行員，癌症。[245]
- 貝蒂·希克斯（Betty Hicks），90歲，美國高爾夫球手（LPGA巡迴賽），阿爾茨海默病。[246]
- 特洛伊·傑克遜（Troy Jackson），35歲，美國籃球運動員（AND1 Mixtape Tour）。[247]
- 托尼·凱洛，58歲，英國足球運動員（埃克塞特城）。[248]
- 傑伊·蘭德斯曼（Jay Landesman），91歲，美國出版商，作家和夜總會老闆，弗蘭·蘭德斯曼（Fran Landesman）的丈夫。[249]
- 弗蘭克·麥克林托克（Frank A. McClintock），90歲，美國機械工程師。[250]
- 弗雷德·菲力浦斯爵士，92歲，基蒂蒂亞政治家，行政長官（1966-1967）和聖克裡斯托弗-尼維斯-安圭拉州長（1967-1969）。[251]
- 赫爾穆特·林格曼（Helmut Ringelmann），84歲，德國電影和電視製片人，器官衰竭。[252]
- 諾埃米·西蒙內托·德·波爾特拉，85歲，阿根廷奧運會銀牌得主（1948年）。[253]
- 馬來西亞Vasudevan，66歲，印度演員和重播歌手，心力衰竭。[254][255]
- 邁赫迪·穆罕默德·澤約（Mehdi Mohammed Zeyo），49歲，利比亞活動家，爆炸。[256]

### 21日
- 羅伯特·阿爾博（Robert Albo），78歲，美國醫生，外科醫生和業餘魔術師。[257]
- 奧東·阿隆索，85歲，西班牙指揮家和作曲家。[258]
- 讓·巴埃薩，68歲，法國足球運動員。[259]
- 沃爾夫岡·鮑姆加特（Wolfgang Baumgart），61歲，德國曲棍球運動員。[260]
- 鮑勃·博伊德（Bob Boyd），55歲，美國職業高爾夫球手，白血病。[261]
- 本·弗里克（Ben Fricke），35歲，美式橄欖球運動員（達拉斯牛仔隊），結腸癌。[262]
- 埃德溫·基爾伯恩（Edwin D. Kilbourne），90歲，美國研究科學家和流感疫苗專家。[263]
- 迪克·克魯格曼，87歲，澳大利亞政治家，眾議院議員（1969-1990）。[264]
- 安妮·馬塔姆斯（Anne Mathams），97歲，蘇格蘭教育和殘疾活動家。[265]
- 道恩·麥克達菲（Dwayne McDuffie），49歲，美國漫畫作家（《靜電休克》《損害控制》）和電視編劇（《正義聯盟》），心臟手術后出現併發症。[266]
- 伯納德·內森森（Bernard Nathanson），84歲，美國支持選擇權的活動家和NARAL的聯合創始人，後來的反墮胎活動家和作家，癌症。[267]
- Jerzy Nowosielski，88歲，波蘭畫家、平面藝術家、舞台設計師和插畫家。[268]
- 羅素·彼得森（Russell W. Peterson），94歲，美國政治家，特拉華州州長（1969-1973），中風。[269]
- 肯尼斯·皮拉爾，86歲，英國聖公會主教，赫特福德主教（1982-1989）。[270]
- Aranmula Ponnamma，96歲，印度女演員。[271]
- 斯瓦米·普雷馬南達，59歲，斯里蘭卡出生的印度宗教領袖，被定罪的強姦犯和殺人犯。[272]
- 海拉·斯托達德（Haila Stoddard），97歲，美國女演員和百老匯製片人。[273]
- 裘蒂思·蘇茲伯格（Judith Sulzberger），87歲，美國醫生，胰腺癌。[274]
- Antonín Švorc，77歲，捷克歌劇男中音。[275]

### 22日
- Kjell Bjartveit，83歲，挪威醫生和政治家。[276]
- 布萊恩·邦索爾（Brian Bonsor），84歲，蘇格蘭作曲家和音樂教師。[277]
- 喬治·布克薩爾，84歲，美式足球運動員（芝加哥黃蜂隊，華盛頓紅皮隊）。[278]
- 尼古拉斯·考特尼（Nicholas Courtney），81歲，英國演員（神秘博士，然後丘吉爾對我說，靶心！[279]
- 比爾·德克，95歲，美國黑人聯盟棒球運動員。[280]
- Beau Dollar，69歲，美國歌手和鼓手，長期患病。[281]
- Jean Dinning，86歲，美國詞曲作者（“Teen Angel”），Mark Dinning的妹妹。[282]
- 喬·賈爾斯（Jo Giles），61歲，紐西蘭電視名人和女運動員，地震。[283]
- 查里·戈麥斯·米蘭達，80歲，西班牙記者和電視節目主持人。[284]
- 揚·霍巴納，80歲，羅馬尼亞科幻作家。[285]
- 阿曼達·胡珀（Amanda Hooper），30歲，紐西蘭曲棍球代表，地震。[286]
- Jud McAtee，91歲，加拿大出生的美國冰球運動員（底特律紅翼隊，芝加哥黑鷹隊）。[287]
- 詹姆斯·麥卡特尼（James R. McCartney），90歲，美國政治家，西弗吉尼亞州國務卿（1975-1977）。[288]
- 比爾·尼莫（Bill Nimmo），93歲，美國廣播電視播音員（《你信任誰？》，傑基·格裡森秀）和遊戲節目主持人（《保持家庭》）。[289]
- 伊沃·帕維利奇，103歲，克羅埃西亞足球運動員和奧運會游泳運動員。[290]

### 23日
- 馬修·卡爾，57歲，英國具象藝術家，白血病。[291]
- 詹姆斯·達曼，78歲，美國政治家，密歇根州副州長（1975-1979），癌症。[292]
- 約瑟夫·弗洛姆（Joseph Flom），87歲，美國公司律師，心力衰竭。[293]
- 麗蓓嘉·詹森（Rebekah Johansson），29歲，瑞典模特，明顯自殺。[294]
- 古斯塔夫·賈斯特（Gustav Just），89歲，德國記者和政治家。[295]
- Jean Lartéguy，90歲，法國士兵、戰地記者和作家。[296]
- 弗蘭克·普勞特（Frank Prout），89歲，英國奧運短距離皮划艇運動員和商人。[297]
- 尼爾馬拉·斯裡瓦斯塔瓦（Nirmala Srivastava），87歲，印度精神領袖，霎哈嘉瑜伽宗教運動的創始人。[298]
- 邁克·齊姆林（Mike Zimring），94歲，美國廣播演員和戲劇經紀人。[299]

### 24日
- 瑪格麗特·霍普·培根，89歲，美國貴格會歷史學家、作家和講師。[300]
- Yozhef Betsa，81歲，烏克蘭奧運會金牌得主（1956年）足球運動員。[301]
- 傑羅德·凱塞爾（Jerrold Kessel），66歲，南非出生的以色列記者（CNN），癌症。[302]
- Anant Pai，81歲，印度教育家和漫畫創作者（Amar Chitra Katha）。[303]
- Mullapudi Venkata Ramana，80歲，印度泰盧固語編劇。[304]
- 羅伯特·雷古利（Robert Reguly），80歲，加拿大記者（多倫多星報），心臟病。[305]
- 阿提拉·塔卡奇，82歲，匈牙利奧林匹克體操運動員。[306]
- 哈裡·沃爾什（Harry Walsh），97歲，加拿大律師，跌倒併發症。[307]
- 延斯·溫瑟（Jens Winther），50歲，丹麥爵士小號演奏家，中風。[308]
- A. Wayne Wymore，84歲，美國數學家和系統工程師。[309]

### 25日
- 伊西多拉·阿吉雷（Isidora Aguirre），91歲，智利作家，內出血。[310]
- 卡米爾·阿爾坦，86歲，土耳其足球運動員。[311]
- Frank Bare Sr.，80歲，美國體操運動員。[312]
- 小約翰·湯瑪斯·錢伯斯（John Thomas Chambers， Jr.），82歲，美國政治家，安納波利斯市唯一非裔美國市長（1981年），心臟病發作。[313]
- 里克·庫恩斯（Rick Coonce），64歲，美國鼓手（The Grass Roots）。[314]
- 阿米娜特·法伊扎（Aminath Faiza），86歲，瑪律地夫詩人和作家。[315]
- 伊曼紐爾·弗裡德（Emanuel Fried），97歲，美國劇作家和演員。[316]
- 彼得·希爾德雷斯，82歲，英國奧運會跨欄運動員，1950年歐洲錦標賽獎牌得主。[317]
- 伊斯特萬·傑內伊（István Jenei），57歲，匈牙利奧林匹克射擊運動員。[318]
- 約翰·米納（John Miner），92歲，美國律師，負責調查瑪麗蓮·夢露之死的檢察官。[319]
- 理查·諾頓（Richard J. Naughton），64歲，美國海軍中將，美國海軍學院院長（2002-2003）。[320]
- 埃內亞斯·佩爾多莫，80歲，委內瑞拉民謠歌手。[321]
- Suze Rotolo，67歲，美國藝術家，肺癌。[322]
- 卡羅拉·斯卡帕（Carola Scarpa），39歲，巴西社交名媛，多器官衰竭。[323]

### 26日
- 阿巴斯·阿米里·穆加達姆，67歲，伊朗演員，車禍。[324]
- 科斯塔斯·安德里奧普洛斯，26歲，希臘足球運動員（PAOK，Veria），白血病。 [325]
- 瑪麗亞·阿扎姆布亞，66歲，烏拉圭女演員和戲劇導演。[326]
- 裘蒂思·科普隆（Judith Coplon），89歲，美國政治分析家，被判犯有間諜罪。[327]
- 蘇珊·克羅斯蘭（Susan Crosland），84歲，美國記者，安東尼·克羅斯蘭（Anthony Crosland）的遺孀。[328]
- 理查·戴恩斯（Richard F. Daines），60歲，美國醫生，紐約州衛生部專員（2007-2010）。[329]
- 喬恩·費奇（Jon Fitch），60歲，美國政治家，阿肯色州眾議員（1979-1983）和州參議員（1983-2002），中風併發症。[330]
- 尤金·福多（Eugene Fodor），60歲，美國小提琴家，肝硬化。[331]
- 埃德·弗魯蒂格（Ed Frutig），92歲，美式足球運動員（綠灣包裝工隊，底特律雄獅隊）。[332]
- 格雷格·古森（Greg Goossen），65歲，美國棒球運動員（紐約大都會隊）和演員（懷亞特·厄普（Wyatt Earp），《不可饒恕》）。[333]
- 比爾·格裡格斯比（Bill Grigsby），89歲，美國廣播體育播音員（堪薩斯城酋長隊），前列腺癌和跌倒。[334]
- 辛西婭·霍爾科姆·霍爾（Cynthia Holcomb Hall），82歲，美國第九巡迴上訴法院巡迴法官（1984-1997），癌症。[335]
- 肖恩·李（Shawn Lee），44歲，美式足球運動員（邁阿密海豚隊，芝加哥熊隊）。[336]
- 阿諾什特·盧斯蒂格（Arnošt Lustig），84歲，捷克作家，大屠殺倖存者，癌症。[337]
- 詹姆斯·麥克盧爾（James A. McClure），86歲，美國政治家，美國眾議員（1967-1973）和愛達荷州參議員（1973-1991），多次中風。[338]
- 迪恩·理查茲，36歲，英國足球運動員（布拉德福德城、伍爾弗漢普頓、南安普頓、托特納姆熱刺）。[339]
- 豪爾赫·桑托羅，66歲，巴西足球運動員，心臟病發作。[340]
- Roch Thériault，63歲，加拿大邪教領袖和被定罪的殺人犯，在監獄中被謀殺。[341]
- 馬克·圖林（Mark Tulin），62歲，美國貝斯手（The Electric Prunes，The Smashing Pumpkins），心臟病發作。[342]
- 現年86歲的中國核物理學家朱光亞説明研製了中國第一顆原子彈。[343]

### 27日
- 弗蘭克·阿萊西亞（Frank Alesia），67歲，美國演員和導演（《睡衣派對》、《日落大道上的騷亂》、《來吧》、《讓我們活一點》）。[344]
- 弗蘭克·巴克爾斯（Frank Buckles），110歲，美國超級百歲老人，最後一位在世的美國第一次世界大戰老兵。[345]
- J·艾略特·卡梅倫（J. Elliot Cameron），88歲，美國教育家和宗教領袖。[346]
- 瑪格麗特·艾略特（Margaret Eliot），97歲，英國音樂教師和音樂家。[347]
- 內克梅丁·埃爾巴坎，84歲，土耳其政治家，總理（1996-1997）。[348]
- 詹姆斯·格魯伯（James Gruber），82歲，美國教師和早期同性戀權利活動家，Mattachine Society最後倖存的成員。[349]
- 莫裡斯·吉格，98歲，法國足球裁判（1958年FIFA世界杯決賽）。[350]
- 埃迪·柯克蘭（Eddie Kirkland），88歲，美國藍調吉他手，車禍。[351]
- 奧托·馬德爾（Oto Mádr），94歲，捷克神學家和持不同政見者。[352]
- 安帕羅·穆尼奧斯，56歲，西班牙女演員，1974年環球小姐。[353]
- 斯康克·尼科爾森（Skonk Nicholson），94歲，南非教師和橄欖球聯盟教練（馬里茨堡學院，1948-1982）。[354]
- 艾默生·羅德威爾（Emerson Rodwell），89歲，澳大利亞板球運動員和士兵。[355]
- Moacyr Scliar，73歲，巴西醫生和作家，中風。[356]
- 杜克·斯奈德，84歲，美國棒球名人堂成員（布魯克林和洛杉磯道奇隊、紐約大都會隊、三藩市巨人隊）。[357]
- 加里·威尼克，49歲，美國電影導演（13 Going on 30，《給朱麗葉的信》《夏洛特的網》），肺炎。[358]

### 28日
- Netiva Ben-Yehuda，82歲，以色列作家和電臺名人。[359]
- 斯科特·卡里（Scott Cary），87歲，美國棒球運動員（華盛頓參議員）。[360]
- 哈威·多夫曼（Harvey Dorfman），75歲，美國運動心理學家。[361]
- 歐內斯特·伊士曼（Ernest Eastman），83歲，利比里亞外交官，外交部長（1983-1986），馬諾河聯盟秘書長。[362]
- 約翰·埃利斯（John Ellis），72歲，英國工會會員。[363]
- 艾美獎，21歲，阿爾巴尼亞歌手，車輛兇殺案。[364]
- 安妮·吉拉爾多（Annie Girardot），79歲，法國女演員，阿爾茨海默病。[365]
- 彼得·戈麥斯（Peter J. Gomes），69歲，美國傳教士、神學家和作家，哈佛神學院教授，腦動脈瘤和心臟病發作。[366]
- 斯坦·霍爾姆斯，51歲，美國棒球運動員，癌症。[367]
- 尼克·拉圖爾（Nick LaTour），82歲，美國歌手和演員（《一路叮噹》、《唐璜·德馬科》、《深深的封面》），癌症併發症。[368]
- 約瑟夫·馬西（Jozef Massy），96歲，比利時奧運會短距離皮划艇運動員。[369]
- Günter Mast，84歲，德國商人（Jägermeister）。[370]
- 阿拉西·德·卡瓦略·吉馬良斯·羅薩，102歲，巴西外交文員。[371]
- 簡·拉塞爾（Jane Russell），89歲，美國女演員（《亡命之徒》《紳士偏愛金髮女郎》《拉斯維加斯故事》），呼吸系統疾病。[372]
- Jan van Schijndel，83歲，荷蘭足球運動員（1952年夏季奧運會）。[373]
- 艾倫·威廉姆斯（Allan Williams），88歲，加拿大政治家，不列顛哥倫比亞省總檢察長（1979-1983），長期患病。[374]
- Wally Yonamine，85歲，美國棒球（讀賣巨人隊，中日龍隊）和足球運動員（三藩市49人隊），前列腺癌。[375]
- Doyald Young，84歲，美國標識設計師，心臟手術併發症。[376]